# Bacuris
Bacuris is een kevergeslacht uit de familie van de boktorren (Cerambycidae). De wetenschappelijke naam van het geslacht werd voor het eerst geldig gepubliceerd in 1906 door Gounelle.

## Soorten
Bacuris is monotypisch en omvat slechts de volgende soort:
- Bacuris sexvittatus (Bates, 1865)